# Поляны (Пензенская область)
Поляны — упразднённая деревня в Пачелмском районе Пензенской области России. На момент упразднения входила в состав Кашаевского сельсовета (ныне территория Черкасского сельсовета). Упразднена в 2008 году.

## География
Находилась в западной части Пензенской области, в вершине балки Фомина и оврага Купский, на расстоянии приблизительно 6 км на восток от села Архангельск.

## История
Основана в конце XIX века/ В 1911 году состояла из 22 дворов, входила в состав Архангельской волости Керенского уезда.

## Население
| 1911 | 1926 | 1939 | 1959 | 1979 | 1989 | 1996 |
| ---- | ---- | ---- | ---- | ---- | ---- | ---- |
| 132  | ↗208 | ↘44  | ↗75  | ↘72  | ↘17  | ↘8   |
| 2002 |      |      |      |      |      |      |
| ↘5   |      |      |      |      |      |      |

### Национальный состав
Согласно результатам переписи 2002 года, в национальной структуре населения русские составляли 100 %.